# 汉口中国银行大楼
汉口中国银行大楼，是一处近代银行建筑，位于中华人民共和国湖北省武汉市江岸区中山大道与江汉路交汇处。该建筑由中国银行出资建设。现建筑仍由中国银行武汉汉口支行使用，且为湖北省文物保护单位。

## 历史
1906年8月，清政府的中央银行——大清度支部银行（1908年后改大清银行）在汉口设立分行，一开始的行址位于回龙寺（今大董家巷一带），1911年辛亥革命期间，回龙寺的行址被焚毁。
1912年2月，大清银行改称中国银行；1913年1月4日起，银行在汉口机构改称“中国银行汉口分行”，但此时的机构由于原行屋被焚，只能暂借现在中山大道江汉路口的浙江兴业银行大楼（位于现今大楼对面）中办公，同时开始筹措建设新的银行大楼。
由于浙江兴业银行大楼对面的里分长兴里在辛亥革命期间也遭焚毁，中国银行便补偿灾民后顺势买下这块地皮，决定在此兴建大楼。建筑于1915年兴建，1917年竣工。
大楼建造前后，汉口本地商人罗汉在报刊上发表竹枝词一首：
|  | 中国银行即大清，国家商业本分明。 金元本位银元辅，币制何时一例平。 |

北伐战争前后，以中国银行汉口分行为代表的汉口各银行皆遭受打击。在北伐军攻下汉口前，汉口商业停滞加上吴佩孚对银行实施勒索，汉口各银行业务大幅缩水。四一二事变后宁汉分裂，由于在汉口（武汉）的各银行总行多在北京、上海、天津且以上地区皆对武汉实施经济封锁，4月17日武汉国民政府发布《集中现金条例》，中国银行汉口分行资金遭强提。即使宁汉合流后《集中现金条例》取消，汉口分行经营遭受严重影响，分行一度停业，1929年7月改为“汉行旧帐结算处”。直到1932年1月才恢复“汉口分行”的名称营业。
在抗日战争期间，汉口分行一度升格为总行，由于日军即将兵临武汉三镇，总行不久西迁重庆。而汉口分行也在1938年10月撤走，仅在汉口法租界保留一座办事处营业。1941年12月10日，由于太平洋战争爆发，该办事处也被日军查封。1943年年初，汪精卫国民政府在此宣告该政府掌管的汉口分行开业。1945年日本投降后，汉口分行自11月16日起恢复营业，同时接管汪精卫政府所成立的汉口分行。
1949年5月，解放军接管汉口分行，分行于6月16日重新营业。此后除1971年2月至1973年2月间分行与武汉市财政局合署以外，该建筑一直作为中国银行在汉口事务机构的大楼使用。改革开放后，由于既有建筑不能适应行政需要，中国银行在京广附属线黄石路道口（今京汉大道黄石路口）边兴建新大楼，既有大楼仍作为国际汇兑部与储蓄部使用。现建筑由中国银行武汉汉口支行使用。

## 建筑概述
该建筑为一栋6层钢筋混凝土大楼，古典主义风格，地下1层，地上5层。该建筑由英商通合洋行（Atkinson & Dallas, Ltd.）设计，汉合顺营造厂负责工程。该建筑外立面纵向横向上皆呈三段式构图设计，设计上分为沿中山大道立面及沿江汉路立面。
中山大道面呈对称格局，立面横向三段：底座为由4座拱券构成的入口，其上为连续2层外廊，其外由爱奥尼柱装饰，两侧各1柱，中间有3对6柱，顶部檐口部分又为方形立柱。另外在建筑2层装饰有悬挑阳台。江汉路面并不对称，总共6开间，装饰有方柱及半圆立柱。横向三段式：最下部分有3开间为拱券，中有落地大窗，其余为平拱窗；其上为2层高的爱奥尼柱。两个立面三段式皆由腰线分割，最上部檐口部分为锯齿形。

## 建筑保护
1993年7月28日，建筑以“大清银行”的名义被武汉市人民政府列为第一批武汉市优秀历史建筑。1998年5月27日，建筑以“汉口大清银行旧址”的名义被武汉市人民政府列为第四批武汉市文物保护单位。2014年6月22日，建筑以“中国银行汉口分行旧址”的名义被湖北省人民政府公布为第六批湖北省文物保护单位。
建筑作为文物的保护范围：中国银行汉口分行旧址及周围一定范围。以旧址外墙为界，东南面向外延伸3米至中山大道现状道路边线，西南面向外延伸2米，西北面、东北面各向外延伸10米。
建筑作为文物的建设控制地带：以保护范围为界，东南面向外延伸10米，西南面向外延伸6米至江汉路规划道路中线，西北面、东北面各向外延伸20米。